# Michael Bay
Michael Benjamin Bay, född 17 februari 1965 i Los Angeles, Kalifornien, är en amerikansk filmregissör och producent.
Efter att ha gjort reklamfilmer och musikvideor åt bland andra Meat Loaf, Lionel Richie och Tina Turner gjorde sig Bay sig känd genom att uteslutande göra långfilmer med stor budget och mycket specialeffekter, framförallt explosioner och snabb klippning, så kallade högkonceptsfilmer (High Concept Movies).
Genombrottet som regissör kom efter att han som skådespelare varit med i Michael Manns TV-serie Miami Vice. År 1995 fick Michael Bay genomföra filmprojektet Bad Boys (1995) vars framgång ökade de båda skådespelarna Will Smith och Martin Lawrences status och hans egen. Sedan dess har Bay regisserat flera spektakulära och framgångsrika Hollywood-filmer som gjorts, i tur och ordning: The Rock (1996), Armageddon (1998), Pearl Harbor (2001), Bad Boys II (2003), The Island (2005), Transformers (2007), Transformers: De besegrades hämnd (2009) och Transformers: Dark of the Moon (2011).
Hans filmbolag Platinum Dunes har också gjort ett flertal nyinspelningar, däribland The Amityville Horror (2005), The Hitcher (2007), Friday the 13th (2009) och A Nightmare on Elm Street (2010).
Bays sju långfilmer har enbart i USA spelat in en totalsumma om nästan 1,1 miljarder dollar, en summa som växer till 2,6 miljarder dollar sett till intäkter i hela världen. Det är belopp som gör Bay till en av Hollywoods mest inkomstbringande filmskapare genom alla tider (som en jämförelse kan nämnas att Bays regissörskollega Steven Spielberg under samma tid spelade in nio filmer med intäkter på totalt 3 miljarder dollar och Peter Jackson under motsvarande period gjort sex filmer som spelat in totalt 3,5 miljarder dollar).
Paramount Pictures skrev 2009 på ett avtal med Platinum Dunes. Som en del av detta anlitade Paramount Pictures och Nickelodeon producenterna Platinum Dunes för att producera en ny Turtlesfilm, och göra det till en reboot av filmserien som New Line Cinema startade 1990. Bay, Brad Fuller och Andrew Form skulle då samproducera med Galen Walker, Scott Mednick och Marina Norman.

## Kritik
Michael Bays filmer har varit framgångsrika publikmässigt, men ofta fått dålig kritik av recensenterna. Bland annat har han kritiserats för att lägga mer tid, pengar och engagemang på specialeffekter än manus, skådespelare och struktur. Transformers: De besegrades hämnd beskylldes även för rasistiska karaktärer.

## Filmografi (i urval)

### Regissör
- 1995 – Bad Boys
- 1996 – The Rock
- 1998 – Armageddon
- 2001 – Pearl Harbor
- 2003 – Bad Boys II
- 2005 – The Island
- 2007 – Transformers
- 2009 – Transformers: De besegrades hämnd
- 2011 – Transformers: Dark of the Moon
- 2013 – Pain & Gain
- 2014 – Transformers: Age of Extinction
- 2016 – 13 Hours: The Secret Soldiers of Benghazi
- 2017 – Transformers: The Last Knight
- 2022 – Ambulance

### Producent
- 2003 – The Texas Chainsaw Massacre
- 2006 – The Texas Chainsaw Massacre: The Beginning
- 2007 – The Hitcher
- 2009 – The Unborn
- 2009 – Friday the 13th
- 2010 – A Nightmare on Elm Street
- 2014 – Teenage Mutant Ninja Turtles
- 2016 – Teenage Mutant Ninja Turtles: Out of the Shadows
- 2018 – Bumblebee
- 2021 – A Quiet Place Part II
- 2022 – Ambulance
- 2023 – Transformers: Rise of the Beasts
- 2024 – A Quiet Place: Day One
- 2024 – Apartment 7A

### Fotnoter
1. ↑  SNAC, SNAC Ark-ID: w6hh75t4, läs online, läst: 9 oktober 2017.[källa från Wikidata]
2. ↑  Discogs, Discogs artist-ID: 1920036, läst: 9 oktober 2017.[källa från Wikidata]
3. ↑  Munzinger Personen, Munzinger person-ID: 00000024696, läst: 9 oktober 2017.[källa från Wikidata]
4. ↑  www.acmi.net.au, webb-ID på ACMI: creators/71826.[källa från Wikidata]
5. ↑  ”Michael Bay - SFdb”. https://www.svenskfilmdatabas.se/sv/Item/?type=person&itemid=211247. Läst 16 mars 2022.
6. ↑  Fleming, Michael (6 oktober 2009).  (på engelska)Variety. https://variety.com/2009/film/markets-festivals/paramount-signs-with-platinum-dunes-1118009648/. Läst 13 september 2010.
7. ↑  Marnell, Blair (20 augusti 2010). ”'Iron Man' Screenwriters Hired For 'Teenage Mutant Ninja Turtles'”. MTV. Arkiverad från originalet den 22 september 2010. https://web.archive.org/web/20100922103125/http://splashpage.mtv.com/2010/08/20/iron-man-teenage-mutant-ninja-turtles. Läst 13 september 2010.
8. ↑  ”Is "Transformers: Revenge of the Fallen" Racist?”. http://www.complex.com/pop-culture/2009/06/is-transformers-revenge-of-the-fallen-racist. Läst 3 juli 2015.